# NGC 50
NGC 50 è una galassia ellittica situata nella costellazione della Balena. La sua velocità rispetto al fondo diffuso cosmologico è di 5355 ± 26 km/s, che corrisponde a una distanza di Hubble di 79,0 megaparsec. Una misura non corretta per il redshift produce una distanza di 66.800 mega parsec, valore che è compreso entro la distanza di Hubble.
La galassia è stata scoperta nel 1865 dall'astronomo italiano Gaspare Ferrari. NGC 50 ha un diametro di 170.000 anni luce ed è grande circa il doppio della nostra Via Lattea. È fisicamente vicina a NGC 49.

## Supernova
Il 15 maggio 2008, all'interno di NGC 50 è stata scoperta la supernova SN 2008db da parte di due gruppi di ricercatori; il primo gruppo era composto da G. Pignata, J. Maza, M. Hamuy, R. Antezana, L. Gonzalez, P. Gonzalez, P. Lopez, S. Silva e G. Folatelli dell'Università del Cile, il secondo da D. Reichart, K. Ivarsen, A. Crain, D. Foster, M. Nysewander e A. LaCluyze dell'Università della Carolina del Nord. I due gruppi facevano parte del programma di ricerca di supernove denominato CHASE (CHilean Automatic Supernova sEarch). La supernova è stata classificata di tipo Ia.